# Llista de medallistes espanyols més joves en els Jocs Olímpics
A continuació es llisten els medallistes espanyols més joves en la història dels Jocs Olímpics. S'ordenen de menor a major edat al moment de la consecució de la medalla i s'inclouen tots aquells que comptaven amb 20 anys o menys quan la van obtenir.

## Llista de medallistes més joves
|    |  | Esportista               | Edat               | Esport                | Medalla                     | Data                   | Jocs Olímpics    |
| -- |  | ------------------------ | ------------------ | --------------------- | --------------------------- | ---------------------- | ---------------- |
| 1  |  | Lorena Guréndez          | 15 anys i 87 dies  | Gimnàstica rítmica    | Or en conjunts              | 2 d'agost de 1996      | Atlanta 1996     |
| 2  |  | Nuria Cabanillas         | 15 anys i 359 dies | Gimnàstica rítmica    | Or en conjunts              | 2 d'agost de 1996      | Atlanta 1996     |
| 3  |  | Carolina Pascual         | 16 anys i 52 dies  | Gimnàstica rítmica    | Plata en individual         | 8 d'agost de 1992      | Barcelona 1992   |
| 4  |  | Estíbaliz Martínez       | 16 anys i 85 dies  | Gimnàstica rítmica    | Or en conjunts              | 2 d'agost de 1996      | Atlanta 1996     |
| 5  |  | Tania Lamarca            | 16 anys i 94 dies  | Gimnàstica rítmica    | Or en conjunts              | 2 d'agost de 1996      | Atlanta 1996     |
| 6  |  | Patricia Moreno          | 16 anys i 229 dies | Gimnàstica artística  | Bronze en sòl               | 23 d'agost de 2004     | Atenes 2004      |
| 7  |  | Marta Baldó              | 17 anys i 116 dies | Gimnàstica rítmica    | Or en conjunts              | 2 d'agost de 1996      | Atlanta 1996     |
| 8  |  | Estela Giménez           | 17 anys i 126 dies | Gimnàstica rítmica    | Or en conjunts              | 2 d'agost de 1996      | Atlanta 1996     |
| 9  |  | Faustino Reyes           | 17 anys i 127 dies | Boxa                  | Plata en pes ploma          | 8 d'agost de 1992      | Barcelona 1992   |
| 10 |  | Adriana Cerezo Iglesias  | 17 anys i 241 dies | Taekwondo             | Plata en -49 kg             | 24 de juliol de 2021   | Tòquio 2020      |
| 11 |  | Ricky Rubio              | 17 anys i 309 dies | Bàsquet               | Plata en torneig masculí    | 24 d'agost de 2008     | Pequín 2008      |
| 12 |  | Pol Amat                 | 18 anys i 46 dies  | Hoquei sobre herba    | Plata en torneig masculí    | 2 d'agost de 1996      | Atlanta 1996     |
| 13 |  | Enrique Míguez           | 18 anys i 150 dies | Piragüisme            | Bronze en C2 500 m          | 10 d'agost de 1984     | Los Angeles 1984 |
| 14 |  | Josep Samitier i Vilalta | 18 anys i 217 dies | Futbol                | Plata en torneig masculí    | 5 de setembre de 1920  | Anvers 1920      |
| 15 |  | Maider Tellería          | 19 anys i 25 dies  | Hoquei sobre herba    | Or en torneig femení        | 7 d'agost de 1992      | Barcelona 1992   |
| 16 |  | Roc Oliva                | 19 anys i 37 dies  | Hoquei sobre herba    | Plata en torneig masculí    | 23 d'agost de 2008     | Pequín 2008      |
| 17 |  | Natàlia Via-Dufresne     | 19 anys i 48 dies  | Vela                  | Plata en classe Europa      | 27 de juliol de 1992   | Barcelona 1992   |
| 18 |  | Laia Pons                | 19 anys i 109 dies | Natació sincronitzada | Bronze en equips            | 10 d'agost de 2012     | Londres 2012     |
| 19 |  | Roser Tarragó            | 19 anys i 138 dies | Waterpolo             | Plata en torneig femení     | 9 d'agost de 2012      | Londres 2012     |
| 20 |  | Silvia Manrique          | 19 anys i 145 dies | Hoquei sobre herba    | Or en torneig femení        | 7 d'agost de 1992      | Barcelona 1992   |
| 21 |  | Daniel Ballart           | 19 anys i 146 dies | Waterpolo             | Plata en torneig masculí    | 9 d'agost de 1992      | Barcelona 1992   |
| 22 |  | Marta Bach               | 19 anys i 175 dies | Waterpolo             | Plata en torneig femení     | 9 d'agost de 2012      | Londres 2012     |
| 23 |  | Miguel de Paz            | 19 anys i 181 dies | Hoquei sobre herba    | Plata en torneig masculí    | 29 de juliol de 1980   | Moscou 1980      |
| 24 |  | Nagore Gabellanes        | 19 anys i 196 dies | Hoquei sobre herba    | Or en torneig femení        | 7 d'agost de 1992      | Barcelona 1992   |
| 25 |  | Anni Espar               | 19 anys i 215 dies | Waterpolo             | Plata en torneig femení     | 9 d'agost de 2012      | Londres 2012     |
| 26 |  | Ricardo Zamora           | 19 anys i 229 dies | Futbol                | Plata en torneig masculí    | 5 de setembre de 1920  | Anvers 1920      |
| 27 |  | Alfonso Pérez            | 19 anys i 318 dies | Futbol                | Or en torneig masculí       | 8 d'agost de 1992      | Barcelona 1992   |
| 28 |  | Gervasio Deferr          | 19 anys i 324 dies | Gimnàstica artística  | Or en salt de poltre        | 25 de setembre de 2000 | Sidney 2000      |
| 29 |  | Narciso Ventalló         | 19 anys i 345 dies | Hoquei sobre herba    | Bronze en torneig masculí   | 9 de setembre de 1960  | Roma 1960        |
| 30 |  | Sergio López Miró        | 20 anys i 40 dies  | Natació               | Bronze en 200 m braça       | 23 de setembre de 1988 | Seül 1988        |
| 31 |  | Pedro Amat               | 20 anys i 59 dies  | Hoquei sobre herba    | Bronze en torneig masculí   | 9 de setembre de 1960  | Roma 1960        |
| 32 |  | Kiko Narváez             | 20 anys i 105 dies | Futbol                | Or en torneig masculí       | 8 d'agost de 1992      | Barcelona 1992   |
| 33 |  | Conchita Martínez        | 20 anys i 115 dies | Tennis                | Plata en dobles femení      | 8 d'agost de 1992      | Barcelona 1992   |
| 34 |  | Laura López Valle        | 20 anys i 122 dies | Natació sincronitzada | Plata en equips             | 23 d'agost de 2008     | Pequín 2008      |
| 35 |  | Laura Quevedo            | 20 anys i 128 dies | Bàsquet               | Plata en torneig femení     | 20 d'agost de 2016     | Riu 2016         |
| 36 |  | Andrea Blas              | 20 anys i 178 dies | Waterpolo             | Plata en torneig femení     | 9 d'agost de 2012      | Londres 2012     |
| 37 |  | Arantxa Sánchez Vicario  | 20 anys i 232 dies | Tennis                | Bronze en individual femení | 5 d'agost de 1992      | Barcelona 1992   |
| 38 |  | Arantxa Sánchez Vicario  | 20 anys i 235 dies | Tennis                | Plata en dobles femení      | 8 d'agost de 1992      | Barcelona 1992   |
| 39 |  | José Antonio Dinarés     | 20 anys i 249 dies | Hoquei sobre herba    | Bronze en torneig masculí   | 9 de setembre de 1960  | Roma 1960        |
| 40 |  | Xavi Hernández           | 20 anys i 250 dies | Futbol                | Plata en torneig masculí    | 30 de setembre de 2000 | Sidney 2000      |
| 41 |  | Irene Montrucchio        | 20 anys i 309 dies | Natació sincronitzada | Bronze en equips            | 10 d'agost de 2012     | Londres 2012     |
| 42 |  | Demetrio Lozano          | 20 anys i 314 dies | Handbol               | Bronze en torneig masculí   | 4 d'agost de 1996      | Atlanta 1996     |
| 43 |  | Mikel Lasa               | 20 anys i 335 dies | Futbol                | Or en torneig masculí       | 8 d'agost de 1992      | Barcelona 1992   |
| 44 |  | Sergi Enrique            | 20 anys i 337 dies | Hoquei sobre herba    | Plata en torneig masculí    | 23 d'agost de 2008     | Pequín 2008      |